# Marie-Thérèse Chappaz
Pour les articles homonymes, voir Chappaz.
Marie-Thérèse Chappaz, née en 1960 dans le canton du Valais, est une vigneronne ingénieure-agronome spécialisée en œnologie suisse. En 2015, le guide Gault et Millau lui décerne le label « icône du vin suisse », peu avant qu'elle obtienne le titre de « Lady of Wine » lors du Villa d'Este Wine symposium.

## Biographie
Adolescente, elle songe à devenir sage-femme, mais après un stage effectué dans un hôpital, elle renonce à poursuivre dans cette voie. Elle a seulement dix-sept ans lorsque son père lui offre une vigne dont elle décide de s'occuper personnellement. Après quelques stages, elle part se former à l'école d'ingénieurs de Changins. Elle travaillera ensuite six ans dans la cave de cette station fédérale. En 1987, elle reprend le domaine viticole familial qu'elle étend par la suite. Celui-ci compte en 2009 8,5 hectares, 10 hectares en 2016.
Les plus anciennes vignes cultivées par Marie-Thérèse Chappaz ont été plantées (notamment en ermitage et arvine) en 1924 par son grand-oncle, Maurice Troillet (1880-1961), qui fut membre et président du Gouvernement valaisan durant plusieurs décennies. En 1940, il construit à Fully, sur le domaine viticole de la Liaudisaz, une demeure dans laquelle il accueille ses invités de marque dont le Général Guisan. Plus tard, cette maison accueillera Maurice Chappaz, oncle de Marie-Thérèse et écrivain, et son épouse, Corinna Bille. Marie-Thérèse s'y installe en 1987 et y construit sa cave. Elle y vit encore aujourd'hui (2016).
Elle appartient au groupe des pionnières de la viticulture valaisanne avec Corine Clavien-Defayes, Marie-Bernard Gillioz Praz et Madeleine Gay.

## Cépages et œnologie
En 1997, elle cultive avec un ouvrier une vigne de quatre hectares en petites parcelles à flanc de coteau. Elle soigne dans sa cave des fendants, de l'ermitage, de la dôle, du pinot noir, du gamay et un assemblage de cabernets et merlot en fût. Elle explique que le manque de tradition œnologique en Valais favorise l'ouverture d'esprit.

## Culture biodynamique
En 1997, alors qu'elle visite un domaine viticole (Domaine Chapoutier de Tain-L'Hermitage - France), Marie-Thérèse Chappaz découvre la biodynamie et décide d'adopter ce mode de culture en l'adaptant à la vigne,. Elle prépare des « tisanes », décoctions de plantes qui ont chacune leur utilité dans le traitement de la vigne, des composts qu'elle produit elle-même, des levures indigènes. Au fil du temps, elle réalise même des vins sans sulfite.

## Prix et distinctions
- En octobre 2018, Marie-Thérèse Chappaz reçoit le Prix pour la Créativité des Femmes en milieu rural décerné par la Women World Summit Fondation. Elle a annoncé vouloir créer un Prix pour la Créativité des Femmes Valaisannes en milieu rural[12].

- C'est la première valaisanne et la sixième suissesse à recevoir ce prix.

- Vigneron de l'annee 2021 par Sommelierverband Deutschschweiz SVS/ASSP[13],[14]

## Film
- Les saisons de Marie-Thérèse Chappaz, film documentaire de Fred Florey, 52 min, 2009